# Palais Trauttmansdorff
Le palais Trauttmansdorff ou palais Trčkův est un palais néo-classique, situé dans la rue Loretánská dans le quartier Hradčany à Prague 1. Il est protégé en tant que monument culturel de la République tchèque. À partir de l'été 2019, certaines unités du ministère des Affaires étrangères de la République tchèque seront situées dans le palais. 

## Histoire

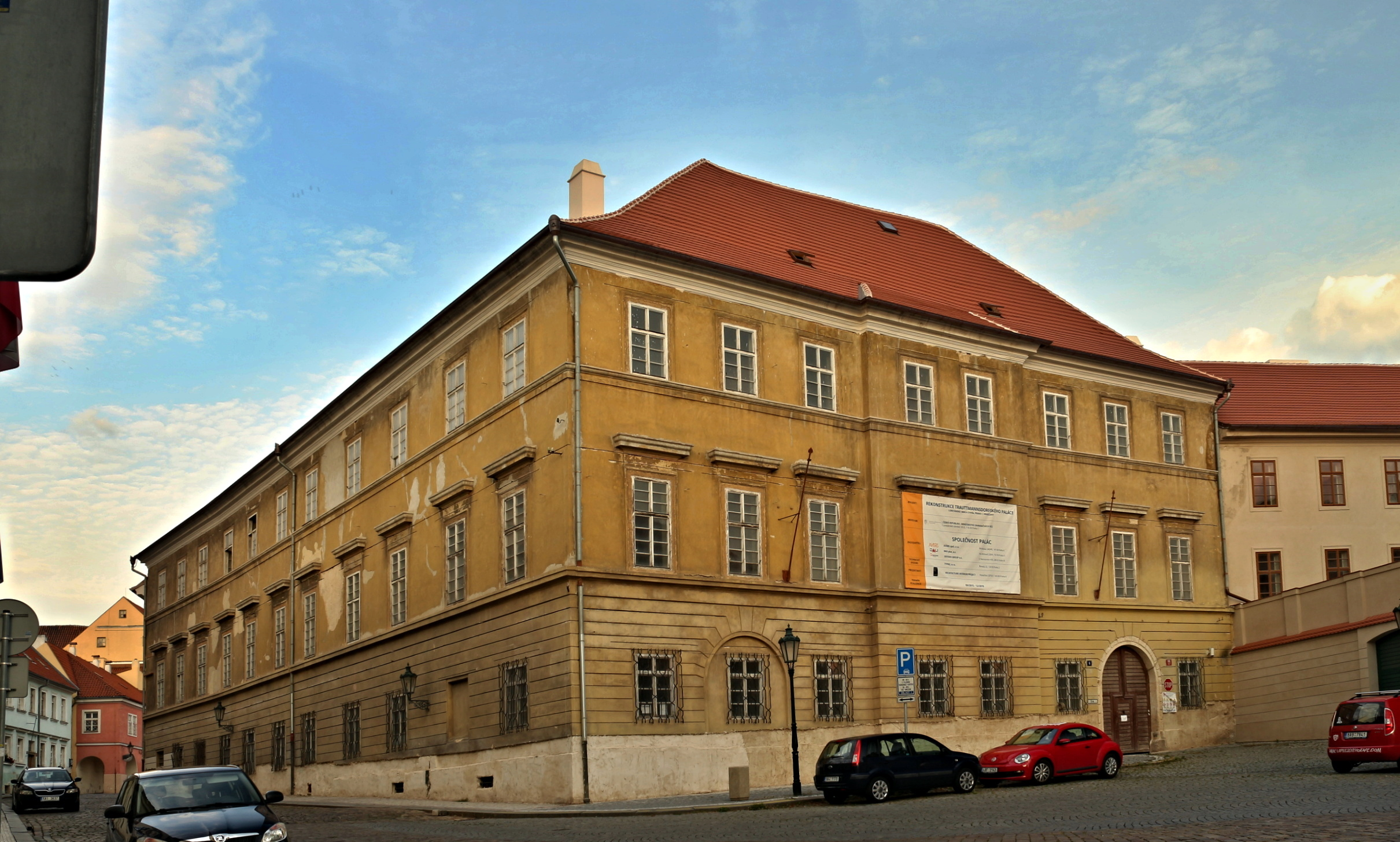
Palais Trauttmansdorff en août 2017

Au XIVe siècle, il y avait un certain nombre de maisons bourgeoises dont l'une appartenait à Peter Parler et l'autre à ses fils. Au XVIe siècle (beaucoup de maisons sur la parcelle avaient brûlé au siècle précédent ou avaient été abandonnées) une grande maison avec des jardins a été construite sur le site. Elle appartenait à la famille Šlik, puis à la famille Kinský, puis à la famille Lobkowicz. Les derniers Trčkas de Lípa y ont déménagé après avoir vendu leur palais de Mala Strana à Albrecht de   Wallenstein. 
Après 1634, le palais fut acquis par les Trauttmansdorff , qui reconstruisirent le bâtiment  Renaissance d'origine en style baroque précoce. Ils en furent propriétaires jusqu'au début du XIXe siècle. Le palais devient alors un immeuble de logements classiques. En 1872 il a été utilisé comme prison. Le bâtiment est actuellement utilisé par le ministère des Affaires étrangères de la République tchèque.  